# Elfenlied
«Elfenlied» (букв. «Эльфийская песнь») — это стихотворение, написанное около 1830 года на немецком языке Эдуардом Мёрике. Положена на музыку Хуго Вольфом.

## Текст
|  | В Викитеке есть тексты по теме: «:en:Elfenlied» |

| Книга | Это заготовка статьи о литературе. Помогите Википедии, дополнив её. |

| Улучшение статьи | Для улучшения этой статьи желательно:- Подтвердить значимость предмета статьи согласно критериям значимости. - Проверить достоверность указанной в статье информации. На странице обсуждения должны быть пояснения. - Найти и оформить в виде сносок ссылки на независимые авторитетные источники, подтверждающие написанное. - Проверить качество перевода с иностранного языка. - Переработать оформление в соответствии с правилами написания статей. - Добавить иллюстрации. После исправления проблемы исключите её из списка. Удалите шаблон, если устранены все недостатки. |